# BBL-Pokal 2010
Der Beko BBL-Pokal 2010 war die 1. Austragung des Pokalwettbewerbs im deutschen Vereinsbasketball der Herren als Ligapokal der ersten Basketball-Bundesliga. Die Organisation dieses Wettbewerbs untersteht dem Ligaverband der Basketball-Bundesliga. Zuvor gab es 33 Jahre lang einen Pokalwettbewerb unter der Schirmherrschaft des Deutschen Basketball Bundes, die den deutschen Pokalsieger im Vereinsbasketball der Herren ermittelte. Für den vorherigen Wettbewerb waren die Mannschaften aus den nationalen Spielklassen der ersten und zweiten Basketball-Bundesliga sowie Mannschaften qualifiziert, die sich über die Pokalwettbewerbe der Landesverbände qualifiziert hatten.

## Modus
Für die Qualifikation zu diesem Wettbewerb waren die Platzierungen der Basketball-Bundesliga 2009/10 nach der Hinrunde entscheidend. Neben dem Gastgeber des Final-Four-Turniers waren die zusätzlich sechs bestplatzierten Mannschaften der Hinrundentabelle qualifiziert. Sofern der Gastgeber sich unter den ersten sechs bestplatzierten Mannschaften befand, war auch die siebtplatzierte Mannschaft qualifiziert. Die Paarungen wurden per Losverfahren bestimmt, welches auch über das Heimrecht in der Qualifikationsrunde entschied. Der Sieger beziehungsweise das Weiterkommen im Wettbewerb wurde im K.-o.-System innerhalb eines regulären Basketballspiels ermittelt. Es gab kein Rückspiel; stand es nach regulärer Spielzeit von 40 Minuten unentschieden, wurden Verlängerungen von je fünf Minuten ausgetragen, bis am Ende einer Verlängerung ein Sieger feststand.
Der Sieger des Wettbewerbs war automatisch qualifiziert für den BBL Champions Cup zu Beginn der folgenden Saison der Basketball-Bundesliga.

## Austragung
Gastgeber waren die Deutsche Bank Skyliners aus Frankfurt am Main. Wegen des besseren direkten Vergleichs nach der Hinrunde konnten sich die Eisbären Bremerhaven für den Wettbewerb qualifizieren. In der Qualifikationsrunde konnten ausnahmslos die Heimmannschaften siegen. Am Top Four-Wochenende vom 10. bis 11. April 2010 in der Ballsporthalle Frankfurt verlor Gastgeber Skyliners Frankfurt das Finalspiel gegen die Brose Baskets aus Bamberg, die später gegen den gleichen Gegner auch die Play-off-Finalserie der Meisterschaft gewannen.
|  | Viertelfinale | Viertelfinale           | Viertelfinale |  |  | Halbfinale | Halbfinale              | Halbfinale |  |  | Finale           | Finale                  | Finale           |
|  |               |                         |               |  |  |            |                         |            |  |  |                  |                         |                  |
|  | H             | Gastgeber               |               |  |  |            |                         |            |  |  |                  |                         |                  |
|  | 5             | Deutsche Bank Skyliners |               |  |  |            |                         |            |  |  |                  |                         |                  |
|  |               |                         |               |  |  | 5          | Deutsche Bank Skyliners | 61         |  |  |                  |                         |                  |
|  |               |                         |               |  |  | 7          | Eisbären Bremerhaven    | 59         |  |  |                  |                         |                  |
|  | 7             | Eisbären Bremerhaven    | 91            |  |  |            |                         |            |  |  |                  |                         |                  |
|  | 4             | Telekom Baskets Bonn    | 68            |  |  |            |                         |            |  |  |                  |                         |                  |
|  |               |                         |               |  |  |            |                         |            |  |  | 5                | Deutsche Bank Skyliners | 75               |
|  |               |                         |               |  |  |            |                         |            |  |  | 6                | Brose Baskets           | 76               |
|  | 2             | BG 74 Göttingen         | 79            |  |  |            |                         |            |  |  |                  |                         |                  |
|  | 3             | EWE Baskets Oldenburg   | 69            |  |  |            |                         |            |  |  |                  |                         |                  |
|  |               |                         |               |  |  | 2          | BG 74 Göttingen         | 59         |  |  |                  |                         |                  |
|  |               |                         |               |  |  | 6          | Brose Baskets           | 71         |  |  | Spiel um Platz 3 | Spiel um Platz 3        | Spiel um Platz 3 |
|  | 6             | Brose Baskets           | 79            |  |  |            |                         |            |  |  | 7                | Eisbären Bremerhaven    | 90               |
|  | 1             | Alba Berlin             | 77            |  |  |            |                         |            |  |  | 2                | BG 74 Göttingen         | 65               |

## Siegermannschaft
| Spieler | Spieler            | Spieler           | Spieler    | Spieler | Spieler | Spieler        |
| Nr.     | Nat.               | Name              | Geburt     | Größe   | Info    | Letzter Verein |
| ------- | ------------------ | ----------------- | ---------- | ------- | ------- | -------------- |
|         |                    | Guards (PG, SG)   |            |         |         |                |
| 5       | Vereinigte Staaten | John Goldsberry   | 19.10.1982 | 191     |         |                |
| 9       | Deutschland        | Karsten Tadda     | 02.11.1988 | 190     |         |                |
| 13      | Deutschland        | Maurice Stuckey   | 30.05.1990 | 187     |         |                |
| 22      | Vereinigte Staaten | Brian Roberts     | 03.12.1985 | 185     |         |                |
| 25      | Slowakei           | Anton Gavel       | 24.10.1984 | 189     |         |                |
|         |                    | Forwards (SF, PF) |            |         |         |                |
| 8       | Serbien            | Predrag Šuput     | 01.06.1977 | 201     |         |                |
| 12      | Deutschland        | Robert Garrett    | 18.03.1977 | 193     |         |                |
| 23      | Vereinigte Staaten | Casey Jacobsen    | 19.03.1981 | 198     | /       |                |
| 33      | Australien         | Mark Worthington  | 08.06.1983 | 202     |         |                |
| 42      | Vereinigte Staaten | Beckham Wyrick    | 13.12.1983 | 198     |         |                |
|         |                    | Center (C)        |            |         |         |                |
| 19      | Deutschland        | Erik Land         | 03.06.1990 | 205     |         |                |
| 21      | Deutschland        | Tibor Pleiß       | 02.11.1989 | 215     |         |                |
| 24      | Vereinigte Staaten | Elton Brown       | 09.09.1983 | 206     |         |                |

| Trainer            | Trainer       | Trainer     |
| Nat.               | Name          | Position    |
| ------------------ | ------------- | ----------- |
| Vereinigte Staaten | Chris Fleming | Cheftrainer |

| Legende                | Legende            |
| Abk.                   | Bedeutung          |
| ---------------------- | ------------------ |
|                        | verletzt           |
| Kapitän der Mannschaft | Mannschaftskapitän |

| Legende                | Legende            |
| Abk.                   | Bedeutung          |
| ---------------------- | ------------------ |
|                        | verletzt           |
| Kapitän der Mannschaft | Mannschaftskapitän |

## DBB-Pokal 2009/10
Die Mannschaften der beiden Staffeln ProA und ProB in der 2. Basketball-Bundesliga spielten mit den über die Pokalwettbewerbe der Landesverbände qualifizierten Mannschaften einen eigenen Pokalwettbewerb ohne die Mannschaften der ersten Basketball-Bundesliga aus. Dieser Pokalwettbewerb des Deutschen Basketball Bundes wurde anschließend eingestellt. Der Sieger dieses Wettbewerbs wurde bei einem Final-Four-Turnier in der BasCats-Arena in Cuxhaven am 1. und 2. Mai 2010 ermittelt. Neben den beiden Erstplatzierten der ProA 2009/10, Meister BBC Bayreuth und Gastgeber Cuxhaven BasCats, waren dafür der ProB-Ligist Würzburg Baskets und der Regionalligist BiG Oettinger aus Gotha qualifiziert. Sieger wurde der BBC Bayreuth, der mit der Meisterschaft in der ProA auch den Aufstieg in die erste Basketball-Bundesliga errungen hatte.

### Final Four
|  | Halbfinale          | Halbfinale   |                     |     | Finale | Finale |
|  |                     |              |                     |     |        |        |
|  | Cuxhaven BasCats    | 93           |                     |     |        |        |
|  | BiG Oettinger Gotha | 65           |                     |     |        |        |
|  |                     |              |                     |     |        |        |
|  |                     |              |                     |     |        |        |
|  | Cuxhaven BasCats    | 72           |                     |     |        |        |
|  |                     | BBC Bayreuth | 76                  |     |        |        |
|  |                     |              |                     |     |        |        |
|  | Spiel um Platz drei |              |                     |     |        |        |
|  |                     |              | BiG Oettinger Gotha | 66  |        |        |
|  | Würzburg Baskets    | 57           | Würzburg Baskets    | 100 |        |        |
|  | BBC Bayreuth        | 82           |                     |     |        |        |